# Schlechterina mitostemmatoides
Schlechterina mitostemmatoides är en passionsblomsväxtart som beskrevs av Hermann August Theodor Harms. Schlechterina mitostemmatoides ingår i släktet Schlechterina och familjen passionsblomsväxter. Inga underarter finns listade i Catalogue of Life.